# Eriesthis schoenherri
Eriesthis schoenherri är en skalbaggsart som beskrevs av Dombrow 1997. Eriesthis schoenherri ingår i släktet Eriesthis och familjen Melolonthidae. Inga underarter finns listade i Catalogue of Life.